# Атасу (Актубекский сельский округ)
Атасу (каз. Атасу) — село в Жанааркинском районе Карагандинской области Казахстана. Входит в состав Актубекского сельского округа. Код КАТО — 354439200.

## Население
В 1999 году население села составляло 395 человек (191 мужчина и 204 женщины). По данным переписи 2009 года в селе проживало 450 человек (229 мужчин и 221 женщина).